# Halálozások 1950-ben
Ez a szócikk az 1950-es évben elhunyt nevezetes személyeket sorolja fel.

## December
| Dátum        | Név                      | Foglalkozás / tisztség                             | Kor | Forrás |
| ------------ | ------------------------ | -------------------------------------------------- | --- | ------ |
| december 15. | Sardar Vallabhbhai Patel | indiai függetlenségi harcos, politikus, államférfi | 075 |        |
| december 13. | Wald Ábrahám             | matematikus, statisztikus, közgazdász              | 048 |        |

## November
| Dátum       | Név                 | Foglalkozás / tisztség  | Kor | Forrás |
| ----------- | ------------------- | ----------------------- | --- | ------ |
| november 2. | George Bernard Shaw | Nobel-díjas ír drámaíró | 094 |        |

## Október
| Dátum       | Név            | Foglalkozás / tisztség                                                 | Kor | Forrás |
| ----------- | -------------- | ---------------------------------------------------------------------- | --- | ------ |
| október 29. | V. Gusztáv     | Svédország királya (1907–1950)                                         | 092 |        |
| október 23. | Al Jolson      | amerikai énekes, színész                                               | 064 |        |
| október 7.  | Willis Carrier | amerikai gépészmérnök, feltaláló (modern légkondicionálás), üzletember | 073 |        |

## Szeptember
| Dátum          | Név                  | Foglalkozás / tisztség                                                  | Kor | Forrás |
| -------------- | -------------------- | ----------------------------------------------------------------------- | --- | ------ |
| szeptember 11. | Jan Christiaan Smuts | dél-afrikai politikus, miniszterelnök (1919–1924, 1939–1948), filozófus | 080 |        |

## Augusztus
| Dátum | Név | Foglalkozás / tisztség | Kor | Forrás |
| ----- | --- | ---------------------- | --- | ------ |

## Július
| Dátum      | Név                         | Foglalkozás / tisztség                                              | Kor | Forrás |
| ---------- | --------------------------- | ------------------------------------------------------------------- | --- | ------ |
| július 22. | William Lyon Mackenzie King | kanadai politikus, miniszterelnök (1921–1926, 1926–1930, 1935–1948) | 075 |        |

## Június
| Dátum | Név | Foglalkozás / tisztség | Kor | Forrás |
| ----- | --- | ---------------------- | --- | ------ |

## Május
| Dátum | Név | Foglalkozás / tisztség | Kor | Forrás |
| ----- | --- | ---------------------- | --- | ------ |

## Április
| Dátum      | Név             | Foglalkozás / tisztség                          | Kor | Forrás |
| ---------- | --------------- | ----------------------------------------------- | --- | ------ |
| április 1. | Charles R. Drew | amerikai sebész, fizikus, orvostudományi kutató | 045 |        |

## Március
| Dátum       | Név                  | Foglalkozás / tisztség                              | Kor | Forrás |
| ----------- | -------------------- | --------------------------------------------------- | --- | ------ |
| március 30. | Léon Blum            | francia politikus, miniszterelnök (1936–1937, 1938) | 077 |        |
| március 19. | Edgar Rice Burroughs | amerikai író (Tarzan-regények)                      | 074 |        |
| március 19. | Norman Haworth       | Nobel-díjas angol kémikus                           | 067 |        |

## Február
| Dátum | Név | Foglalkozás / tisztség | Kor | Forrás |
| ----- | --- | ---------------------- | --- | ------ |

## Január
| Dátum      | Név               | Foglalkozás / tisztség                          | Kor | Forrás |
| ---------- | ----------------- | ----------------------------------------------- | --- | ------ |
| január 21. | George Orwell     | angol író (Állatfarm, 1984), újságíró, kritikus | 046 |        |
| január 8.  | Joseph Schumpeter | osztrák-amerikai közgazdász, szociológus        | 066 |        |
| január 2.  | Emil Jannings     | Oscar-díjas német színész                       | 065 |        |